# American Crime Story
Az American Crime Story egy valódi bűneseteket feldolgozó, antológia jellegű amerikai krimisorozat, amit Scott Alexander és Larry Karaszewski dolgozott ki. A sorozat vezető producerei Brad Falchuk, Nina Jacobson, Ryan Murphy és Brad Simpson. Az Amerikai Horror Storyhoz hasonlóan - ami szintén Murphy és Falchuk közreműködésével készült - az American Crime Story mindegyik évada egy önálló minisorozat, amelyek egymással össze nem függő igaz történeteket mutatnak be. A sorozat alkotói Alexander és Karaszewski az első évad után ott hagyták a sorozatot.
Az első évada az American Crime Story: Az O. J. Simpson-ügy alcímet viseli és O. J. Simpson gyilkosság ügyének bírósági eseményeit dolgozza fel Jeffrey Toobin 1997-es The Run of His Life: The People v. O. J. Simpson című könyve alapján. A második évad A Gianni Versace-gyilkosság alcímet viseli és a divatterző Gianni Versace Andrew Cunanan általi megölését dolgozza fel Maureen Orth Vulgar Favors: Andrew Cunanan, Gianni Versace, and the Largest Failed Manhunt in U. S. History című könyve alapján.
A sorozatot az Amerikai Egyesült Államokban az FX csatorna vetíti. Az első epizódot 2016. február 2-án mutatták be.
A sorozat harmadik, a Katrina hurrikán következményeit bemutató, illetve negyedik, a Monica Lewinsky-botránnyal foglalkozó évadok jelenleg előkészület alatt állnak.

## Gyártás

### Kidolgozás
2014. október 7-én bejelentették, hogy az amerikai FX csatorna egy tíz epizódos évadot rendelt be az American Crime Story-hoz, melynek két fő írója Scott Alexander és Larry Karaszewski, valamint vezető producerei többek közt az a Brad Falchuk és Ryan Murphy, akik olyan sorozatokon dolgoztak már együtt, mint az Amerikai Horror Story, a Glee - Sztárok leszünkǃ, a Scream Queens - Gyilkos történet vagy a Kés/Alatt. Az American Crime Story pilotepizódját Murphy rendezte. További vezető producerek Nina Jacobson és Brad Simpson. Vezető társproducerek továbbá Anthony Hemingway és D. V. DeVincentis is. Eredetileg az első évad összes epizódját Alexander és Karaszewski írta volna. Korábban a Fox napirendjén volt a sorozat kidolgozása, de végül az átkerült az FX testvércsatornához.

### Casting
Cuba Gooding Jr. és Sarah Paulson voltak a legelsők, akiket beválogattak a színészgárdába; Cuba Gooding Jr. megkapta O. J. Simpson szerepét, míg Paulsoné lett az ügyész Marcia Clark karaktere. Nem sokkal később David Schwimmerre osztották Robert Kardashian szerepét. 2015 januárjában bejelentették, hogy John Travolta (aki egyébként producere is a sorozatnak) csatlakozott a csapathoz, mint Robert Shapiro. Egy hónappal később, februárban Courtney B. Vance megkapta Johnnie Cochran szerepét. Márciusban került nyilvánosságra, hogy Connie Britton fogja játszani Faye Resnick-et. Áprilisban további színészekkel bővült a gárda, többek közt csatlakozott Sterling K. Brown (Christopher Darden), Jordana Brewster (Denise Brown) és Kenneth Choi (Lance Ito bíró). 2015 májusában bejelentették, hogy Selma Blair játssza Kris Kardashian karakterét. Júliusban beválogatták Nathan Lane-t F. Lee Bailey szerepére.

### Forgatás
A forgatási munkálatok 2015. május 14-én indultak a Kalifornia állambeli Los Angelesben.

## Szereplők

### Az O. J. Simpson-ügy (1. évad)

#### Főszereplők
- Sterling K. Brown, mint Christopher Darden
- Kenneth Choi, mint Lance Ito bíró
- Christian Clemenson, mint William Hodgman
- Cuba Gooding Jr., mint O. J. Simpson
- Bruce Greenwood, mint Gil Garcetti
- Nathan Lane, mint F. Lee Bailey
- Sarah Paulson, mint Marcia Clark
- David Schwimmer, mint Robert Kardashian
- John Travolta, mint Robert Shapiro
- Courtney B. Vance, mint Johnnie Cochran

#### Visszatérő szereplők
- Chris Bauer, mint Det. Tom Lange
- Selma Blair, mint Kris Jenner
- Jordana Brewster, mint Denise Brown
- Garrett M. Brown, mint Lou Brown
- Chris Conner, mint Jeffrey Toobin
- Dale Godboldo, mint Carl E. Douglas
- Jessica Blair Herman, mint Kim Goldman
- Evan Handler, mint Alan Dershowitz
- Cheryl Ladd, mint Linell Shapiro
- Larry King, mint Önmaga
- Billy Magnussen, mint Kato Kaelin
- Rob Morrow, mint Barry Scheck
- Robert Morse, mint Dominick Dunne
- Michael McGrady, mint Det. Phillip Vannatter
- Angel Parker, mint Shawn Chapman
- Steven Pasquale, mint Det. Mark Fuhrman
- Leonard Roberts, mint Dennis Schatzman
- Keesha Sharp, mint Dale Cochran
- Joseph Siravo, mint Fred Goldman
- Malcolm-Jamal Warner, mint Al Cowlings

### A Gianni Versace-gyilkosság(2. évad)

#### Főszereplők
- Annaleigh Ashford, mint Lizzie Cote
- Darren Criss, mint Andrew Cunanan
- Penélope Cruz, mint Donatella Versace
- Nico Evers-Swindell, mint Phil Cote
- Max Greenfield, mint Santo Versace
- Ricky Martin, mint Antonio D'Amico
- Édgar Ramírez, mint Gianni Versace
- Finn Wittrock, mint Jeffrey Trail

## Díjak és elismerések
| Év   | Esemény                                                      | Kategória                                                                                         | Jelölt                                     | Eredmény |
| ---- | ------------------------------------------------------------ | ------------------------------------------------------------------------------------------------- | ------------------------------------------ | -------- |
| 2015 | 5th Critics' Choice Television Awards                        |                                                                                                   |                                            |          |
| 2015 | 5th Critics' Choice Television Awards                        | Legizgalmasabb új sorozat                                                                         | American Crime Story                       | Elnyerte |
| 2016 | BET Awards 2016                                              |                                                                                                   |                                            |          |
| 2016 | BET Awards 2016                                              | Legjobb színész                                                                                   | Courtney B. Vance                          | Jelölve  |
| 2016 | 68. Emmy-gála                                                |                                                                                                   |                                            |          |
| 2016 | Legjobb minisorozat                                          | American Crime Story: Az O. J. Simpson-ügy                                                        | Elnyerte                                   |          |
| 2016 | Legjobb férfi főszereplő minisorozatban vagy tévéfilmben     | Courtney B. Vance                                                                                 | Elnyerte                                   |          |
| 2016 | Legjobb férfi főszereplő minisorozatban vagy tévéfilmben     | Cuba Gooding Jr.                                                                                  | Jelölve                                    |          |
| 2016 | Legjobb női főszereplő minisorozatban vagy tévéfilmben       | Sarah Paulson                                                                                     | Elnyerte                                   |          |
| 2016 | Legjobb férfi mellékszereplő minisorozatban vagy tévéfilmben | Sterling K. Brown                                                                                 | Elnyerte                                   |          |
| 2016 | Legjobb férfi mellékszereplő minisorozatban vagy tévéfilmben | David Schwimmer                                                                                   | Jelölve                                    |          |
| 2016 | Legjobb férfi mellékszereplő minisorozatban vagy tévéfilmben | John Travolta                                                                                     | Jelölve                                    |          |
| 2016 | Legjobb rendezés minisorozatban vagy tévéfilmben             | Ryan Murphy ("From the Ashes of Tragedy")                                                         | Jelölve                                    |          |
| 2016 | Legjobb rendezés minisorozatban vagy tévéfilmben             | John Singleton ("The Race Card")                                                                  | Jelölve                                    |          |
| 2016 | Legjobb rendezés minisorozatban vagy tévéfilmben             | Anthony Hemingway ("Manna from Heaven")                                                           | Jelölve                                    |          |
| 2016 | Legjobb forgatókönyv minisorozatban vagy tévéfilmben         | Scott Alexander & Larry Karaszewski ("From the Ashes of Tragedy")                                 | Jelölve                                    |          |
| 2016 | Legjobb forgatókönyv minisorozatban vagy tévéfilmben         | Joe Robert Cole ("The Race Card")                                                                 | Jelölve                                    |          |
| 2016 | Legjobb forgatókönyv minisorozatban vagy tévéfilmben         | D. V. DeVincentis ("Marcia, Marcia, Marcia")                                                      | Elnyerte                                   |          |
| 2016 | 68. Kreatív Emmy-gála                                        |                                                                                                   |                                            |          |
| 2016 | Legjobb casting minisorozatban vagy tévéfilmben              | Jeanne McCarthy, Nicole Abellera Hallman, Courtney Bright, és Nicole Daniels                      | Elnyerte                                   |          |
| 2016 | Legjobb operatőr minisorozatban vagy tévéfilmben             | Nelson Cragg ("From the Ashes of Tragedy")                                                        | Jelölve                                    |          |
| 2016 | Legjobb ruházat minisorozatban vagy tévéfilmben              | Hala Bahmet, Marina Ray, és Elinor Bardach ("Marcia, Marcia, Marcia")                             | Jelölve                                    |          |
| 2016 | Legjobb hajviselet minisorozatban vagy tévéfilmben           | Chris Clark, Natalie Driscoll, Shay Sanford-Fong, és Katrina Chevalier                            | Elnyerte                                   |          |
| 2016 | Legjobb smink minisorozatban vagy tévéfilmben                | Eryn Krueger Mekash, Zoe Hay, Heather Plott, Deborah Huss Humphries, Luis Garcia, és Becky Cotton | Jelölve                                    |          |
| 2016 | Legjobb képvágás minisorozatban vagy tévéfilmben             | Adam Penn ( "From the Ashes of Tragedy")                                                          | Jelölve                                    |          |
| 2016 | Legjobb képvágás minisorozatban vagy tévéfilmben             | C. Chi-Yoon Chung ("The Race Card")                                                               | Elnyerte                                   |          |
| 2016 | Legjobb képvágás minisorozatban vagy tévéfilmben             | Stewart Schill ("The Verdict")                                                                    | Jelölve                                    |          |
| 2016 | Legjobb hangkeverés minisorozatban vagy tévéfilmben          | Doug Andham, Joe Earle, és John Bauman ("From the Ashes of Tragedy")                              | Elnyerte                                   |          |
| 2016 | 32nd TCA Awards                                              |                                                                                                   |                                            |          |
| 2016 | Az év műsora                                                 | American Crime Story: Az O. J. Simpson-ügy                                                        | Elnyerte                                   |          |
| 2016 | Legjobb minisorozat vagy tévéfilm                            | American Crime Story: Az O. J. Simpson-ügy                                                        | Elnyerte                                   |          |
| 2016 | Legjobb egyéni drámai teljesítmény                           | Sarah Paulson                                                                                     | Elnyerte                                   |          |
| 2016 | Legjobb egyéni drámai teljesítmény                           | Courtney B. Vance                                                                                 | Jelölve                                    |          |
| 2017 | 74. Golden Globe-gála                                        | Legjobb minisorozat vagy tévéfilm                                                                 | American Crime Story: Az O. J. Simpson-ügy | Elnyerte |
| 2017 | 74. Golden Globe-gála                                        | Legjobb férfi főszereplő minisorozatban vagy tévéfilmben                                          | Courtney B. Vance                          | Jelölve  |
| 2017 | 74. Golden Globe-gála                                        | Legjobb női főszereplő minisorozatban vagy tévéfilmben                                            | Sarah Paulson                              | Elnyerte |
| 2017 | 74. Golden Globe-gála                                        | Legjobb férfi mellékszereplő sorozatban, minisorozatban vagy tévéfilmben                          | Sterling K. Brown                          | Jelölve  |
| 2017 | 74. Golden Globe-gála                                        | Legjobb férfi mellékszereplő sorozatban, minisorozatban vagy tévéfilmben                          | John Travolta                              | Jelölve  |

## Fordítás
- Ez a szócikk részben vagy egészben  az   American Crime Story című angol Wikipédia-szócikk fordításán alapul.  Az eredeti cikk szerkesztőit annak laptörténete sorolja fel. Ez a jelzés csupán a megfogalmazás eredetét és a szerzői jogokat jelzi, nem szolgál a cikkben szereplő információk forrásmegjelöléseként.